# City of Pretoria
Die City of Pretoria war ein Passagierschiff der britischen Reederei Ellerman Lines, das zwischen 1938 und 1943 Passagiere und Fracht von Großbritannien nach New York beförderte. Am 4. März 1943 wurde das uneskortierte Schiff im Nordatlantik nordwestlich der Azoren von dem deutschen U-Boot U 172 torpediert und versenkt. Von den 114 Besatzungsmitgliedern, 24 Artilleristen und sieben Passagieren überlebte niemand.

## Das Schiff
Das Dampfschiff City of Pretoria wurde 1937 am Fluss Mersey in der Werft Cammell, Laird & Company in der englischen Stadt Birkenhead gebaut. Ihr Eigner war die Ellerman Lines, eine britische Reederei mit Sitz in London. Dies war auch der Heimathafen der City of Pretoria. Im Dezember 1937 wurde das Schiff fertiggestellt. 
Das 8049 TBRT große Schiff war 151,4 Meter lang und 19 Meter breit. Es verfügte über einen Doppelpropeller, einen Schornstein und zwei Masten. Die City of Pretoria kreuzte als Passagier- und Frachtschiff den Nordatlantik und verkehrte zwischen London und New York. Auch der Hafen von Liverpool wurde angelaufen. Mit Ausbruch des Zweiten Weltkriegs blieb die City of Pretoria im Passagierverkehr, transportierte von da an aber auch Munition und Militärangehörige.

## Versenkung
Am Sonnabend, dem 27. Februar 1943 legte die City of Pretoria in New York zu einer Überfahrt nach Liverpool via Holyhead ab. Das Kommando hatte Kapitän Frank Deighton, ein Träger des Order of the British Empire. Aufgrund der hohen Geschwindigkeit des Schiffs wurde entschieden, dass die City of Pretoria ohne Geleitschutz fahren sollte. An Bord befanden sich sieben Passagiere, 24 Artilleristen und 114 Besatzungsmitglieder, fünf davon in Ausbildung. Daneben waren 7.032 Tonnen Stückgut an Bord. Einer der Passagiere war James Allister Whyte, der ehemalige Dritte Offizier des Passagierdampfers City of Cairo der gleichen Reederei, der nur wenige Monate zuvor von einem deutschen U-Boot versenkt worden war. Er hatte 51 Tage in einem Rettungsboot überlebt.  
Am Donnerstagmorgen, dem 4. März 1943 wurde die City of Pretoria nordwestlich der Azoren von U 172 gesichtet. U 172 war ein deutsches U-Boot des Typs IX C, das sich unter dem Kommando von Kapitänleutnant Carl Emmermann auf seiner vierten Feindfahrt befand. U 172 schoss drei Torpedos ab, von denen zwei um 06.09 Uhr einschlugen. Die City of Pretoria sank nach einer heftigen Explosion. Keiner der 145 Menschen an Bord überlebte.